# Arthonnay
Arthonnay là một xã của Pháp,tọa lạc ở tỉnh Yonne trong vùng Bourgogne-Franche-Comté.

## Hành chính
| Danh sách các thị trưởng               |           |                   |      |         |
| Giai đoạn                              | Giai đoạn | Tên               | Đảng | Tư cách |
| 1901                                   | 1904      | Emile Bourdot     |      |         |
| 1904                                   | 1908      | Lucien Basset     |      |         |
| 1908                                   | 1912      | Emile Ménegault   |      |         |
| 1912                                   | 1921      | M. Marot          |      |         |
| 1921                                   | 1929      | Lucien Basset     |      |         |
| 1929                                   | 1953      | Octave Prunier    |      |         |
| 1953                                   | 1959      | Raymond Larcier   |      |         |
| 1959                                   | 1961      | Auguste Contassot |      |         |
| 1961                                   | 1971      | Fernand Godin     |      |         |
| 1971                                   | 1977      | Maurice Lallemand |      |         |
| 1977                                   | 2001      | André Godin       |      |         |
| 2001                                   |           | Chantal Prignot   |      |         |
| Tất cả các dữ liệu trước đây không rõ. |           |                   |      |         |

## Biến động dân số
| Năm | 1962 | 1968 | 1975 | 1982 | 1990 | 1999 |
| --- | ---- | ---- | ---- | ---- | ---- | ---- |
| Dân số | 244  | 268  | 209  | 200  | 187  | 179  |
| From the year 1962 on: No double counting—residents of multiple communes (e.g. students and military personnel) are counted only once. |      |      |      |      |      |      |